# Grandaddy

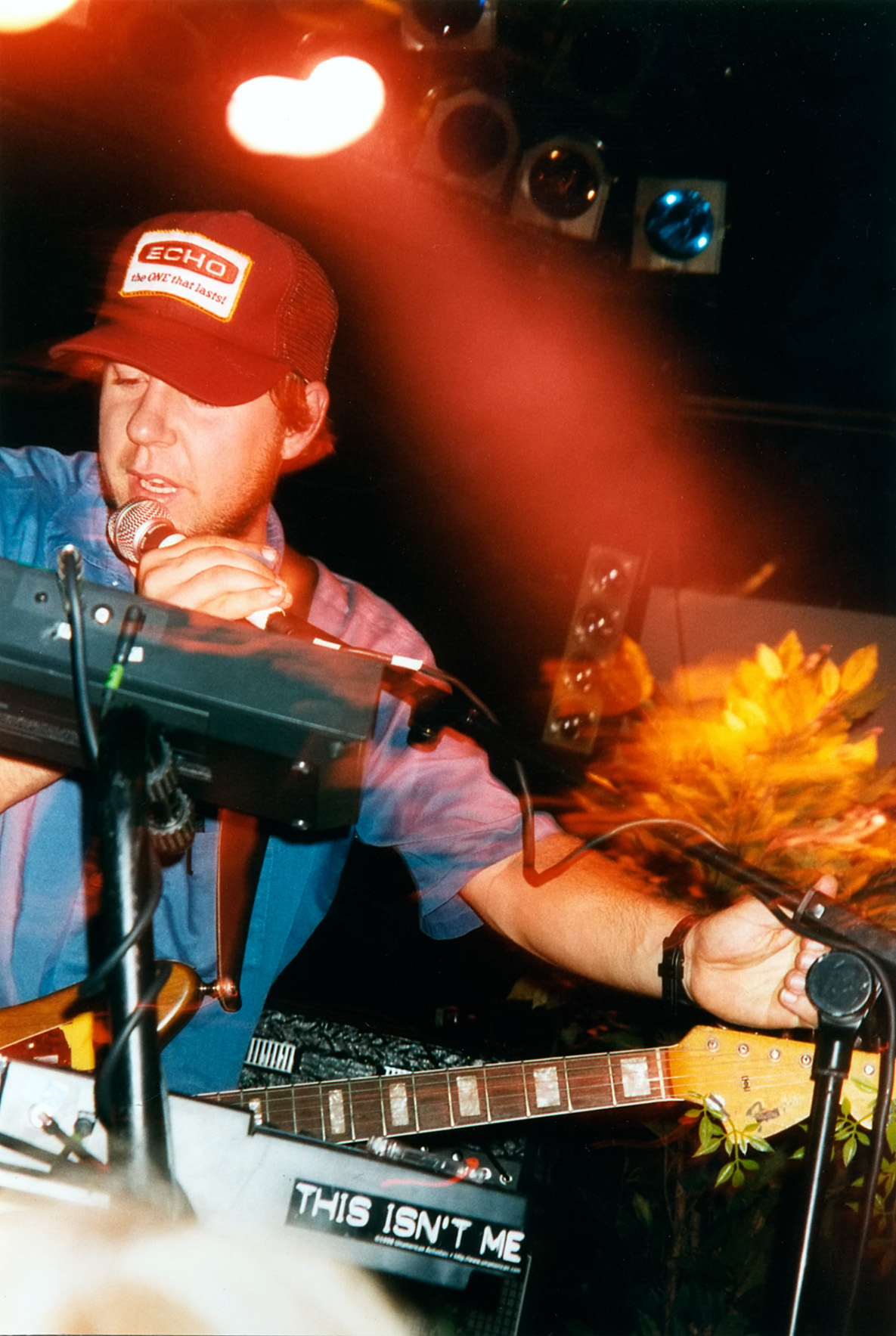
Jason Lytle, zanger van Grandaddy, live in Londen in 1998

Grandaddy is een Amerikaanse indierockband uit Modesto, Californië.

## Geschiedenis
De band werd opgericht in 1992. In 2006 ging de groep uiteen. Oud-leden Jason Lytle en Aaron Burtch maakten daarna deel uit van Admiral Radley. In 2012 organiseerde Grandaddy een reünie met enkele liveoptredens. In 2017 kwam het nieuwe album Last Place uit.
De band gebruikte ook een alias om andere muziek uit te brengen: Arm of Roger.

## Discografie

### Zelfuitgebrachte albums
- 1992: Prepare to Bawl
- 1994: Recorded Live Amongst Friends and Fidget
- 1994: Complex Party Come Along Theories
- 1997: Live at the Art Factory

### Studioalbums
- 1997: Under the Western Freeway
- 2000: The Sophtware Slump
- 2002: The Ham and Its Lily (als Arm of Roger)
- 2003: Sumday
- 2006: Just Like the Fambly Cat
- 2017: Last Place

### Compilatiealbums
- 1999: The Broken Down Comforter Collection
- 2000: The Windfall Varietal
- 2002: Concrete Dunes
- 2004: Below the Radio

### Contributies
- 1997: Zum Audio Vol. 2 – "Ghost of 1672"
- 2000: It's a Cool Cool Christmas – "Alan Parsons in a Winter Wonderland"
- 2001: Trigger Happy TV Soundtrack to Series 2 – "He's Simple, He's Dumb, He's the pilot"
- 2002: I Am Sam soundtrack – "Revolution"
- 2002: 28 Days Later: The Soundtrack Album – "A.M. 180"
- 2007: Acoustic 07 – "Rear View Mirror"

### Ep's
- 1996: A Pretty Mess by This One Band
- 1998: Machines Are Not She
- 1999: Signal to Snow Ratio
- 2001: Through a Frosty Plate Glass
- 2005: Excerpts from the Diary of Todd Zilla

### Singles
- 1994: "Could This Be Love"
- 1995: "Taster"/"Nebraska"
- 1998: "Everything Beautiful Is Far Away"
- 1998: "Laughing Stock"
- 1998: "A.M. 180"
- 1998: "Summer Here Kids"
- 2000: "The Crystal Lake"
- 2000: "Hewlett's Daughter"
- 2000: "Alan Parsons in a Winter Wonderland" (promotiesingle)
- 2000: "He's Simple, He's Dumb, He's the Pilot"
- 2001: "The Crystal Lake" (heruitgave)
- 2003: "Now It's On"
- 2003: "El Caminos in the West"
- 2004: "I'm on Standby"/"Stray Dog and the Chocolate Shake"
- 2004: "Nature Anthem"
- 2006: "Elevate Myself"

### Splitsingles
- "MGM Grand Single" (2000), splitsingle met John Wayne Shot Me
- "Fishing Boat Song" (2000), splitsingle met Persil en Beachwood Sparks samen met Devil in the Woods
- "The Rugged and Splintered Entertainment Center" (2003), splitsingle met The Polyphonic Spree
- "Aisle Seat 37-D" (2003), splitsingle met Verbena samen met Devil in the Woods